# DC Design

DC Avanti

DC Design Pvt. Ltd. ist ein Hersteller von Kraftfahrzeugen aus Indien.

## Unternehmensgeschichte
Der Designer Dilip Chhabria, der zuvor für General Motors tätig war, gründete 1993 das Unternehmen in Mumbai als Designstudio. Er stellt Prototypen, Einzelstücke, Umbauten, Kleinserienfahrzeuge sowie Tuningmaterialen her. Der Markenname lautet DC.
2000 verkaufte das Unternehmen 35 Fahrzeuge, im Folgejahr 28, im darauf folgenden Jahr 4 und 2003 20 Fahrzeuge. Für 2004 sind 28 Fahrzeuge überliefert.

## Fahrzeuge
Nachstehend eine Auflistung einiger Modellen in Kleinserie:
- 1998 Arya, Kombi mit Allradantrieb auf Basis des Tata Sierra, auf der New Delhi Motor Show präsentiert, 4 Fahrzeuge[4]
- 2000 Zelo, Coupé auf Basis des Daewoo Cielo, 18 Fahrzeuge bis 2002[4]
- 2000 Ikoncept auf Basis des Ford Ikon, 12 Fahrzeuge bis 2002[4]
- 2002 Ra, zweitüriges SUV auf Basis des Maruti Gypsy, 8 Fahrzeuge[4]
- 2003 Gaia, auf dem Genfer Auto-Salon präsentiert.[2][4] Er basierte auf dem Mitsubishi Lancer und hatte einen Motor mit 1500 cm³ Hubraum und 215 PS Leistung.[4]
- 2012 Avanti, zweitüriges Coupé, auf der Auto Expo 2012 in Neu-Delhi präsentiert